# Removille
Pour l’article ayant un titre homophone, voir Remauville.
Removille [ʁəmɔvil]  est une commune française située à l'Ouest du département des Vosges dans la région Grand Est (Grand Est).
C'est un petit village typiquement lorrain d'environ 200 habitants riche de son patrimoine, trois édifices sont classés ou inscrits aux monuments historiques.
Ses habitants sont appelés les Removilloises et Removillois.

## Géographie

### Localisation

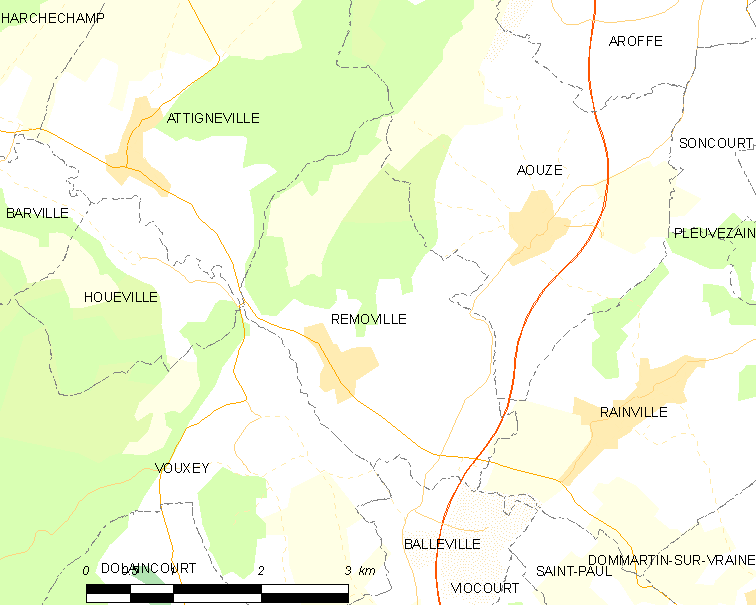
Commune de Removille.

La commune est située à 15 km à l'est de Neufchâteau, chef-lieu d'arrondissement et sous-préfecture des Vosges, et à 60 km à l'ouest d'Épinal, préfecture des Vosges. Le Massif des Vosges s'élève à environ 70 km à vol d'oiseau de la commune, la mer la plus proche est la Manche à environ 380 km.
Le village quant à lui est implanté à flanc de colline, d'orientation sud-ouest, lui permettant ainsi de profiter d'un bel ensoleillement. Il surplombe la large vallée du Vair rejoint par l'un de ses affluents droits, la Vraine, et est dominé par le Bois Michaud. Un ancien moulin, le Moulin d'Essart, reconverti en ferme est bâti le long de la Vraine à l'extrémité sud-est du territoire communal.
| Attignéville Harchéchamp   | Tranqueville-Graux Colombey-les-Belles 23km | Aouze Nancy 60km                     |
| Houéville Neufchâteau 15km | Removille                                   | Rainville Mirecourt 27km Épinal 60km |
| Dolaincourt                | Vouxey Châtenois 8km                        | Vittel 27km                          |

Les distances sont calculées par la route au plus court.

### Géologie et relief
La commune se compose de 36,11 hectares de territoires artificialisés (4,79 %), 522,54 hectares de territoires agricoles (69,30 %) et 195,40 hectares de forêts et milieux semi-naturels (25,92 %).
Espaces naturels :
- Une zone naturelle d'intérêt écologique, faunistique et floristique (Znieff) :

Pays de Neufchâteau.
- Inventaire national du patrimoine géologique :

Défilé de la Roche dit "verrou tectonique de Removille".
Le territoire de la commune, situé en limite des côtes et plateaux des Vosges, est d'une superficie de 755 hectares avec une altitude variant de 297  à   458 mètres. Cet espace peut être découpé en trois parties:
- Le village, en partie centrale, à flanc de colline, avec ses jardins et vergers, composés principalement de mirabelliers, de pruniers et de pommiers.
- Les pâtures de bovins, ovins et autres équidés ainsi que les champs agricoles sont, quant à eux, principalement situés en bordure du Vair, de la Vraine et du Ruisseau d'Aouze ainsi que sur la partie Sud et Sud-est de la côte.
- La forêt, occupant environ 30 % de la superficie est située sur la partie haute et Ouest du territoire, la forêt communale en occupe 141 ha. Elle est majoritairement constituée de feuillus comme le hêtre très présent à Removille[7],peuplée de sangliers, de chevreuils ainsi que de quelques lièvres et survolée de milans et de buses. Le loup y est également présent par intermittence.

Le sous-sol est en grande partie constitué de roche calcaire datant du Dogger (Jurassique moyen) et plus particulièrement du Aalénien et du Bajocien, formant une longue barre en relief encadrée par les marnes du Lias (Jurassique inférieur, plus particulièrement le Toarcien). La plaine est, quant à elle, recouverte d'alluvions récentes, déposées par les crues successives du Vair et de la Vraine. Removille a également la particularité de posséder un verrou tectonique à son extrémité nord-ouest. En effet deux failles normales parallèles de direction NE-SO ont permis la formation d'un fossé d'effondrement d'une largeur de 800 m, issu principalement de la distension oligocène. Au niveau du compartiment abaissé de ce graben, la barre calcaire plus résistante à l'érosion s'est retrouvée au contact des formations marneuses moins résistantes. L'érosion différentielle est ainsi à l'origine d'un relief inversé (une topographie haute correspond à une structure effondrée) et du verrou calcaire qui barre la vallée du Vair ayant entaillé ce fossé.

### Climat
Pour des articles plus généraux, voir Climat du Grand Est et Climat des Vosges.
En 2010, le climat de la commune est de type climat de montagne, selon une étude du Centre national de la recherche scientifique s'appuyant sur une série de données couvrant la période 1971-2000. En 2020, Météo-France publie une typologie des climats de la France métropolitaine dans laquelle la commune est exposée à un climat océanique altéré et est dans la région climatique  Lorraine, plateau de Langres, Morvan, caractérisée par un hiver rude (1,5 °C), des vents modérés et des brouillards fréquents en automne et hiver. 
Pour la période 1971-2000, la température annuelle moyenne est de 9,5 °C, avec une amplitude thermique annuelle de 17 °C. Le cumul annuel moyen de précipitations est de 1 080 mm, avec 13,6 jours de précipitations en janvier et 9,8 jours en juillet. Pour la période 1991-2020, la température moyenne annuelle observée sur la station météorologique de Météo-France la plus proche, « Rollainville », sur la commune de Rollainville à 7 km à vol d'oiseau, est de 10,3 °C et le cumul annuel moyen de précipitations est de 860,3 mm.
La température maximale relevée sur cette station est de 39,6 °C, atteinte le 25 juillet 2019 ; la température minimale est de −18,2 °C, atteinte le 20 décembre 2009,,. 
Les paramètres climatiques de la commune ont été estimés pour le milieu du siècle (2041-2070) selon différents scénarios d'émission de gaz à effet de serre à partir des nouvelles projections climatiques de référence DRIAS-2020. Ils sont consultables sur un site dédié publié par Météo-France en novembre 2022.

### Voies de communications et transports

#### Voies routières
- A31 (aussi appelée autoroute de Lorraine-Bourgogne). Échangeur Châtenois, Bulgnéville, Colomvbey-les-Belles.
- La commune est traversée selon un axe sud-est par la route départementale 3 reliant Coussey à Gironcourt-sur-Vraine, les autres voies communales ne mènent qu'à la forêt ou dans les prés.

#### Transports en commun
- Fluo Grand Est.

La ligne LIVO no 51 Vicherey-Neufchâteau s’arrête à raison de deux à trois fois par jour dans le village.

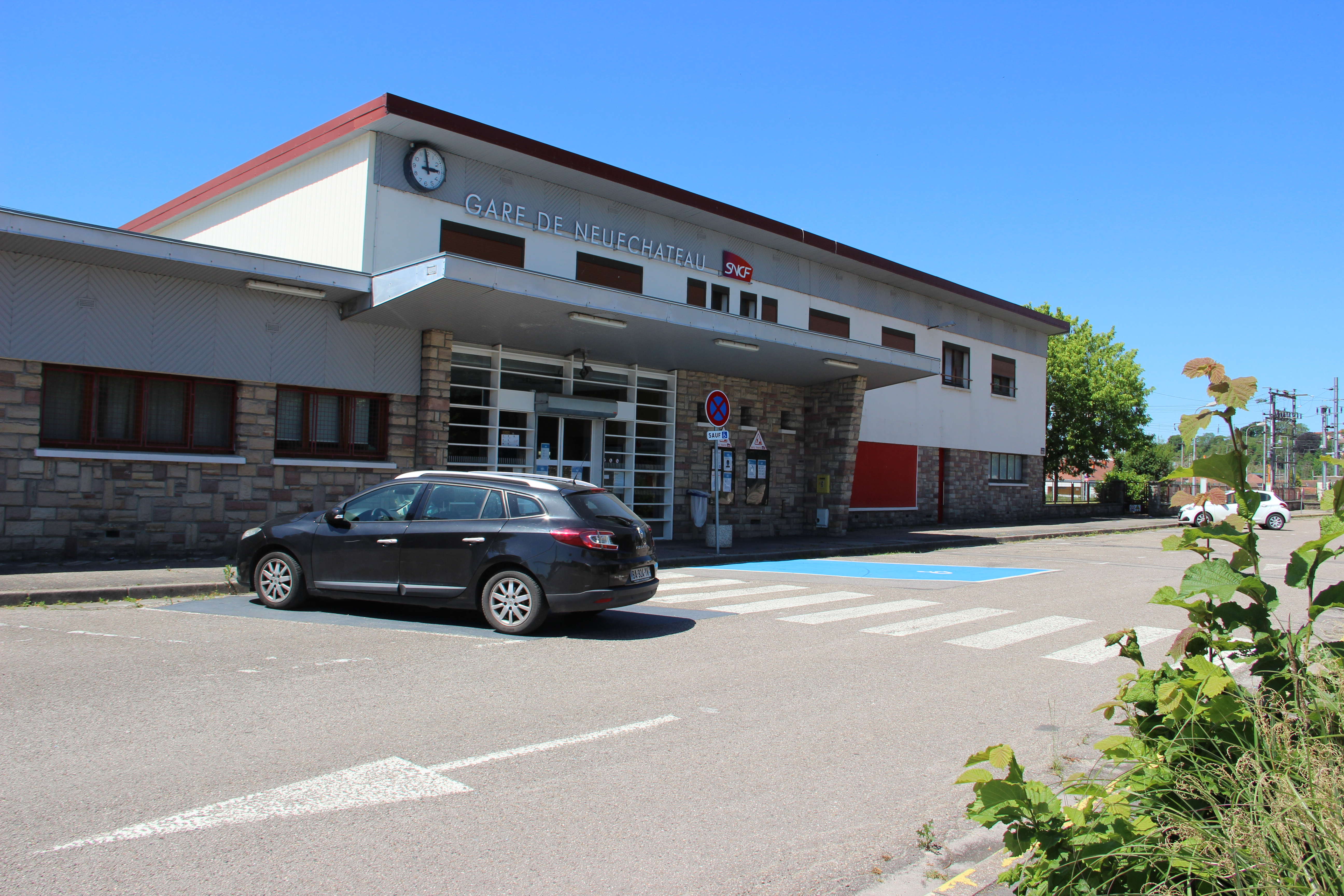
Gare de Neufchâteau.

#### Lignes SNCF
- Gare de Neufchâteau permettant ainsi de rallier la gare SNCF de Neufchateau desservie par le TER Nancy-Neufchateau et les TGV Metz-Toulouse et Metz-Nice[17].
- Gare de Contrexéville.
- Gare de Vittel.

#### Transports aériens
'aéroport le plus proche est celui d'Epinal-Mirecourt « Vosges Aéroport » (24 km) offrant une ligne régulière vers Nice ainsi que d'autres offres saisonnières. La sortie no 10 Neufchâteau-Châtenois de l'autoroute A31 est située à 10 km.
À partir de l'été 2021, l’aéroport d’Épinal-Mirecourt est devenu le "pélicandrome" de la Zone Est et servira ainsi de base de ravitaillement et d’intervention pour les avions bombardiers d’eau connus sous le nom de Dash 8.

### Hydrographie et les eaux souterraines
Hydrogéologie et climatologie : Système d’information pour la gestion des eaux souterraines du bassin Rhin-Meuse :
Territoire communal : Occupation du sol (Corinne Land Cover); Cours d'eau (BD Carthage),
Géologie : Carte géologique; Coupes géologiques et techniques,
 Hydrogéologie : Masses d'eau souterraine; BD Lisa; Cartes piézométriques.
La commune est située dans le bassin versant de la Meuse au sein du bassin Rhin-Meuse, plus précisément dans la vallée du Vair à la confluence du Vair venant du sud et de la Vraine venant du sud-est. Elle est drainée par le Vair, la ruisseau la Vraine et le ruisseau d'Aouze,.
Le Vair, d'une longueur totale de 65,3 km, prend sa source dans la commune de Dombrot-le-Sec et se jette dans la Meuse à Maxey-sur-Meuse, en limite avec Greux, après avoir traversé 23 communes. Pour la pêche, le Vair est classé en deuxième catégorie, nous y trouvons des brochets, des truites fario, des perches et des cyprinidés comme les carpes et les brèmes.
La Vraine, d'une longueur totale de 22,9 km, prend sa source dans la commune de Domjulien et se jette dans le Vair sur le territoire communal, face à Vouxey, après avoir traversé dix communes.
Le village est peu sujet aux inondations, étant implanté à flanc de colline, seules les maisons les plus basses et plus particulièrement le Moulin d'Essart, sont inondés lors des crues majeures comme celle de décembre 2001 où le Vair a atteint 3,06 m à Soulosse contre environ 1 m par temps calme. La Vraine est franchie par deux ponts, le pont d'Essart permettant le passage de la D16 et le pont de la Pêche donnant accès à la plaine ; le Vair, quant à lui, est traversé par une passerelle et par la D27 au niveau du pont des Amoureux.
La commune compte deux points de captage d'eau potable, au niveau de la source des Goules et une prise d'eau sur la rive droite du Vair, en aval du village. Une station de traitement des eaux est implantée au niveau de ce dernier captage. Un réservoir est situé sur les hauteurs de la commune. Ces équipements sont gérés par le Syndicat Intercommunal des Eaux de la Vraine et du Xaintois. Deux autres sources sont captées pour permettre l'approvisionnement des sept fontaines présentes dans le village.

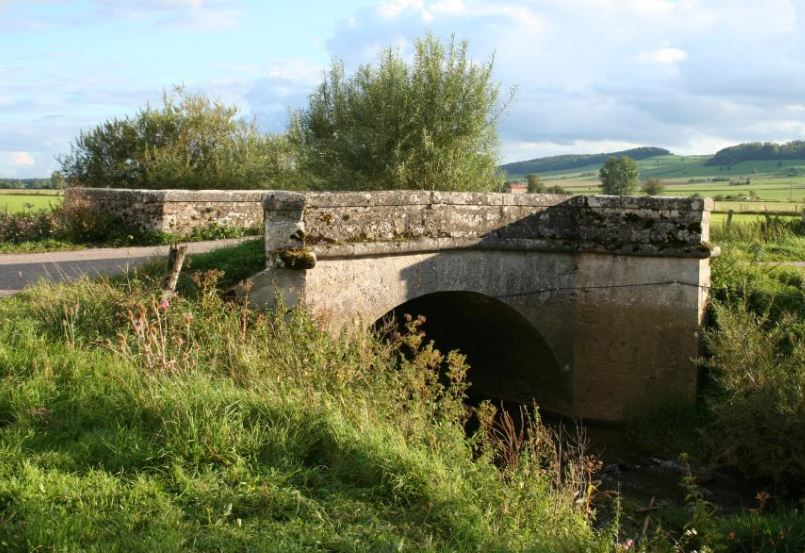
Le pont de la Pêche dans la plaine de Removille.
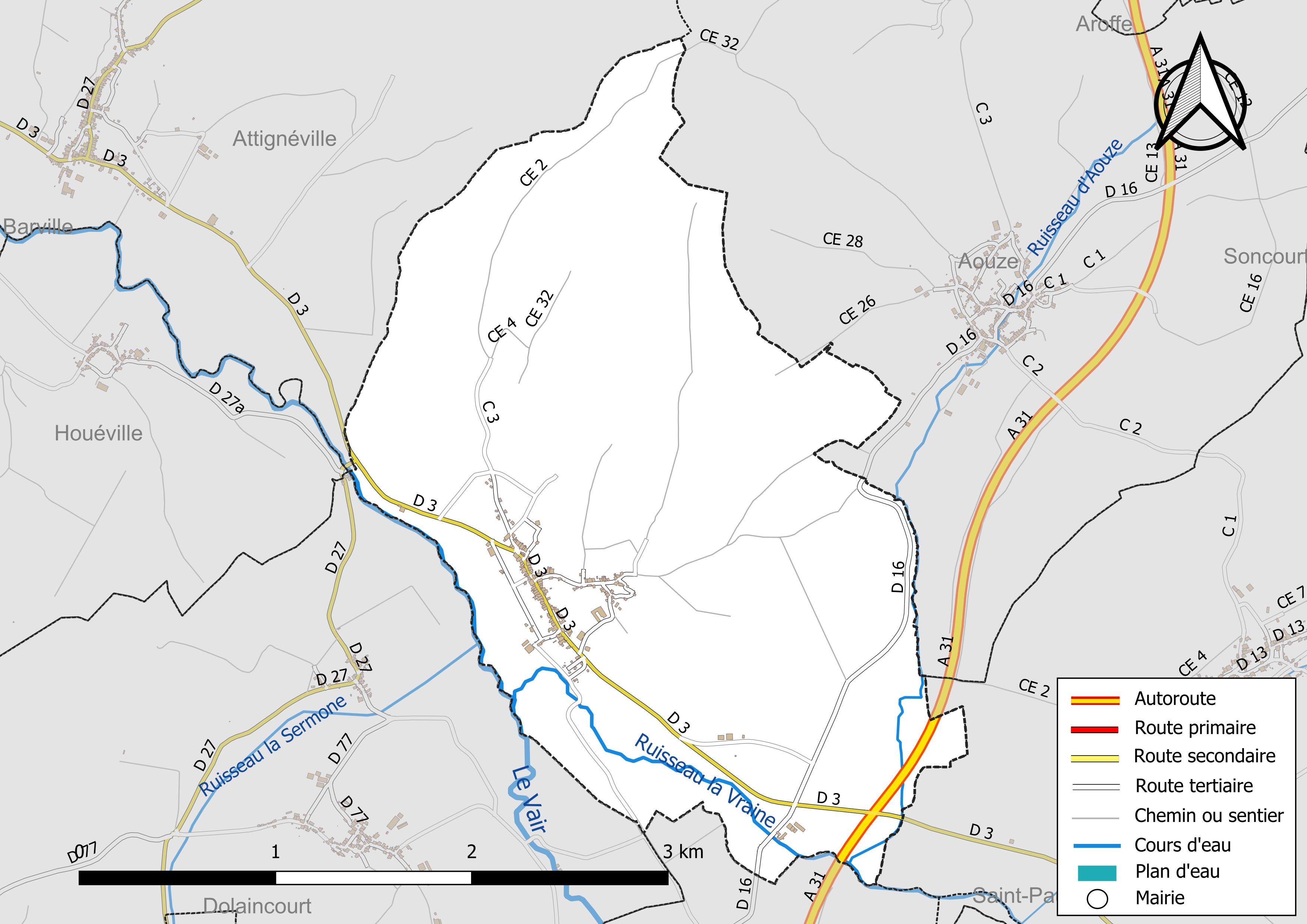
Réseaux hydrographique et routier de Removille.

La qualité des eaux de baignade et des cours d’eau peut être consultée sur un site dédié géré par les agences de l’eau et l’Agence française pour la biodiversité.

## Urbanisme

### Typologie
Au 1er janvier 2024, Removille est catégorisée commune rurale à habitat dispersé, selon la nouvelle grille communale de densité à sept niveaux définie par l'Insee en 2022.
Elle est située hors unité urbaine. Par ailleurs la commune fait partie de l'aire d'attraction de Neufchâteau, dont elle est une commune de la couronne,. Cette aire, qui regroupe 72 communes, est catégorisée dans les aires de moins de 50 000 habitants,.

### Occupation des sols
L'occupation des sols de la commune, telle qu'elle ressort de la base de données européenne d’occupation biophysique des sols Corine Land Cover (CLC), est marquée par l'importance des territoires agricoles (69,5 % en 2018), une proportion identique à celle de 1990 (69,5 %). La répartition détaillée en 2018 est la suivante : 
prairies (32,1 %), terres arables (25 %), forêts (21,2 %), zones agricoles hétérogènes (12,4 %), zones urbanisées (4,8 %), milieux à végétation arbustive et/ou herbacée (4,5 %). L'évolution de l’occupation des sols de la commune et de ses infrastructures peut être observée sur les différentes représentations cartographiques du territoire : la carte de Cassini (XVIIIe siècle), la carte d'état-major (1820-1866) et les cartes ou photos aériennes de l'IGN pour la période actuelle (1950 à aujourd'hui).

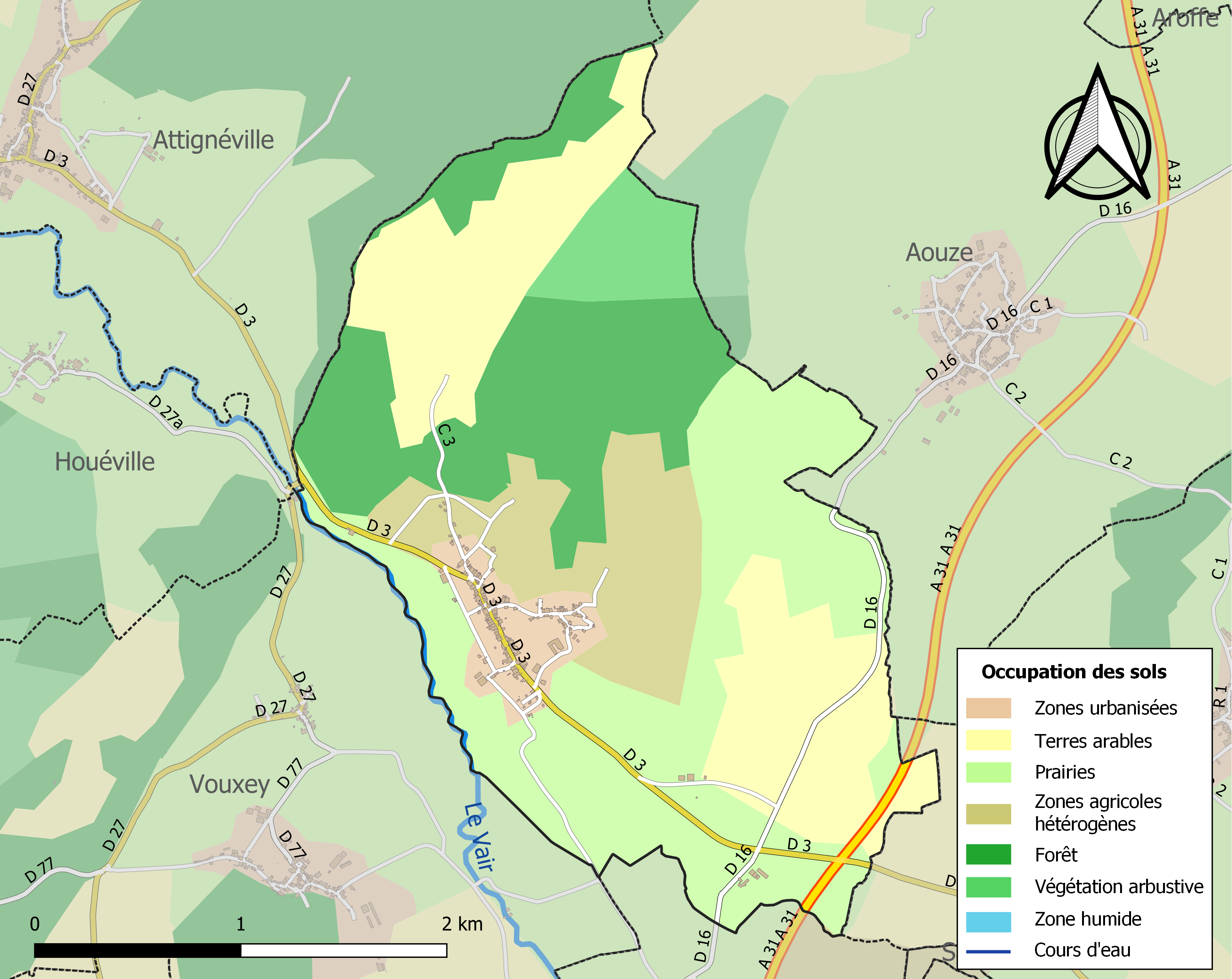
Carte des infrastructures et de l'occupation des sols de la commune en 2018 (CLC).

## Toponymie
| Évolution chronologique des mentions la commune, : - Raimbaldi-villa : 946, Charte des Bénédictins - Ramaldi-villa : 965, Archives ecclésiastiques, table des noms de lieux - Romaldi villam : 1050, Benoît, Histoire de Toul - Ramovilla : IXe siècle - Romonolvilla : 1148, Histoire de Lorraine - Apud Romodi Villam : 1179 - Apud Rimovillam : 1204 - Removille : 1287, Mettensia - Remonville : 1299 - Raymonville, Ramonville : 1319 - Remonvilla : 1402 - Remenonville, Remenoville : 1656 - Removille"" : 1681 |

Le premier écrit relatant du village date de 946, il est alors dénommé Raimbaldi-villa dans un titre de l'abbaye bénédictine de Saint-Martin de Metz. Ce nom proviendrait du nouveau propriétaire des terres, un certain comte Raimbaldi. Quelque année plus tard, le lieu est renommé Ramaldi-villa. Les deux noms coexistèrent pendant plusieurs années, ce qui créa une certaine confusion dans les sociétés archéologiques entre les villages actuels de Removille et de Rainville. Le nom de Removille apparaît une première fois en 1287 pour désigner le village mais ce n'est qu'au moment de l'annexion de la commune au royaume de France le 6 mars 1681, lors de la politique des Réunions, que ce nom est adopté par tous et définitivement[réf. nécessaire].

## Histoire

### Moyen Âge
La première mention du village date de 946. Il est question d'un échange de propriété entre l’abbaye de Saint-Martin de Metz avec le comte Raimbalde ou Raimbaldi et sa femme Gertrude. Ces exilés, chassés de leur pays pour leurs crimes, seraient les fondateurs du village, appartenant alors au comté de Soulosse. Ils y fondent une chapelle, aujourd'hui nommée chapelle de Bon Repos, puis une demeure à l'emplacement du futur château et près de cette villa une chapelle qui sera ensuite remplacée par l'église actuelle. Le village est ensuite appelé Romaldi-villa dans un titre de l’abbaye de Bleurville datant de 1050 et en 1116 par le prieuré de Châtenois. On trouve l’appellation Removille pour la première fois en 1267.
En 1285, Perrart ou Perraut de Removille dans la mêlée à Chauvency-le-Château crie « Beaufremont » quand, aux côtés des Âpremont, Cumières et Maizey, il est aux prises avec les Flamands conduits par le châtelain de Bergues. Jacques Bretel le cite plusieurs fois dans son Tournoi de Chauvency, l'appelant tantôt Bauffremont, tantôt Removille (tout comme il le fait pour Waleran de Luxembourg-Ligny, qu'il nomme aussi de deux façons différentes).
Au XIIe siècle un imposant château fort fut construit sur les hauteurs du village. En 1241 le val de Removille ainsi que d’autres terres des environs furent ensuite données en apanage à Thierry d’Enfer, fils de Ferry de Bitche. Il fit construire sur les hauteurs de l’actuel Harchéchamp la tour du Châtelet qui donna son nom à toute sa maison (maison du Châtelet).
À partir de 1408 le village est dirigé par Charles de Deuilly, descendant de ce dernier, il va conduire le village à sa perte à la suite de ses crimes. En effet en 1414, Charles de Deuilly, allié à Henry de la Tour, chef de bandits, kidnappe à proximité de Toul les évêques de Carcassonne et d’Évreux, convoqués par le pape de Pise Jean XXIII comme ambassadeurs du roi Charles VI. Durant le rapt, l’aumônier de l’évêque de Carcassonne fut tué et plusieurs ecclésiastiques blessés. Les deux ambassadeurs furent ensuite conduits au château de Removille après avoir été dépouillés. L’évêque de Toul, furieux de cet attentat sur ces terres envers des personnes sacrées, décida le 10 juillet 1414 de cesser tous services divins dans son diocèse tant que les ambassadeurs ne seraient pas délivrés. Les évêques de Metz, Verdun et Toul se rallièrent donc sous le commandement du duc Charles II de Lorraine et firent le siège du château. Après douze jours de combat, Removille tomba, les coupables furent pendus et le seigneur puni par l’incendie de sa forteresse et de toutes ses maisons dans les duchés de Lorraine et de Bar. Le château fut reconstruit par la suite.

### Temps Modernes
Au XVIe siècle, le village appartient à Antoine de Ville-sur-Illon, petit-fils de Catherine de Deuilly, fille de Charles de Deuilly. C’était un compagnon du duc Antoine de Lorraine avec qui il participa aux batailles d’Agnadel et de Marignan, il était très pieux. Faute de descendance, la seigneurie devient propriété de la famille de Bassompierre en 1540.
Le 13 août 1621 les Bassompierre reçoivent du duc Henry de Lorraine le titre de marquis, leur territoire englobant aujourd’hui les communes de Removille, chef-lieu, Aouze, Balléville, Certilleux, Darney-aux-Chênes, Longchamp, Ménil-sur-Vair, Tilleux, Viocourt et Vouxey. Removille appartenait alors au bailliage de Neufchâteau, prévôté de Châtenois. Le seigneur de Removille avait droit de haute, moyenne et basse justice. Au spirituel, l’église était du diocèse de Toul, doyenné de Châtenois.
Malheureusement, à la fin du mois de mai 1636, le château de Removille est assiégé par les troupes du duc Bernard de Saxe-Weimar sous l’ordre du Cardinal de Richelieu. Le mercredi 28 mai 1636, les « Suédois » entrent dans le village et y commettent toutes leurs atrocités : les hommes et les vieilles dames furent tués, les jeunes femmes violées et brulées avec leurs enfants dans le château. Il y avait alors dans l’enceinte du château entre cinq et six cents personnes, bien peu ont survécu. Un charnier pouvant dater de cette époque a d’ailleurs été découvert récemment lors de travaux de réfection du mur de soutènement du presbytère près de l’église. Le château ne fut jamais reconstruit et la population se releva péniblement de cette période de trouble, il y avait seulement 92 habitants en 1710. Le village resta cependant chef-lieu du marquisat de la famille de Basompierre jusqu'à la Révolution.
Une légende du XVIIIe siècle prétend qu’un ermite vivait à l'Érmitage Saint-Gérard de Roche situé sur le coteau à l’entrée nord du village. Il avait la réputation de rançonner et de tuer les voyageurs isolés qui voulaient emprunter le gué de Roche. Sa dernière victime, avant d’être arrêté, aurait été un pauvre prêtre sans argent.

### Époque contemporaine
En 1790, Removille fut désigné comme chef-lieu du septième canton du district de Neufchâteau mais un arrêté départemental du 25 décembre 1792 transfère cette qualité à Vouxey.
La commune connu son apogée au milieu du XIXe siècle, elle comptait alors en 1845, 183 ménages répartis dans 160 maisons. Il y avait à cette époque, deux moulins à grains, une tuilerie, quatre ateliers de sabotiers, une fabrique d’archets ainsi que de nombreuses carrières de pierre à bâtir dont on voit encore les vestiges aujourd’hui. La broderie et le colportage de la lutherie de Mirecourt occupaient également de nombreuses personnes.

## Patrimoine et culture locale

### Lieux et monuments

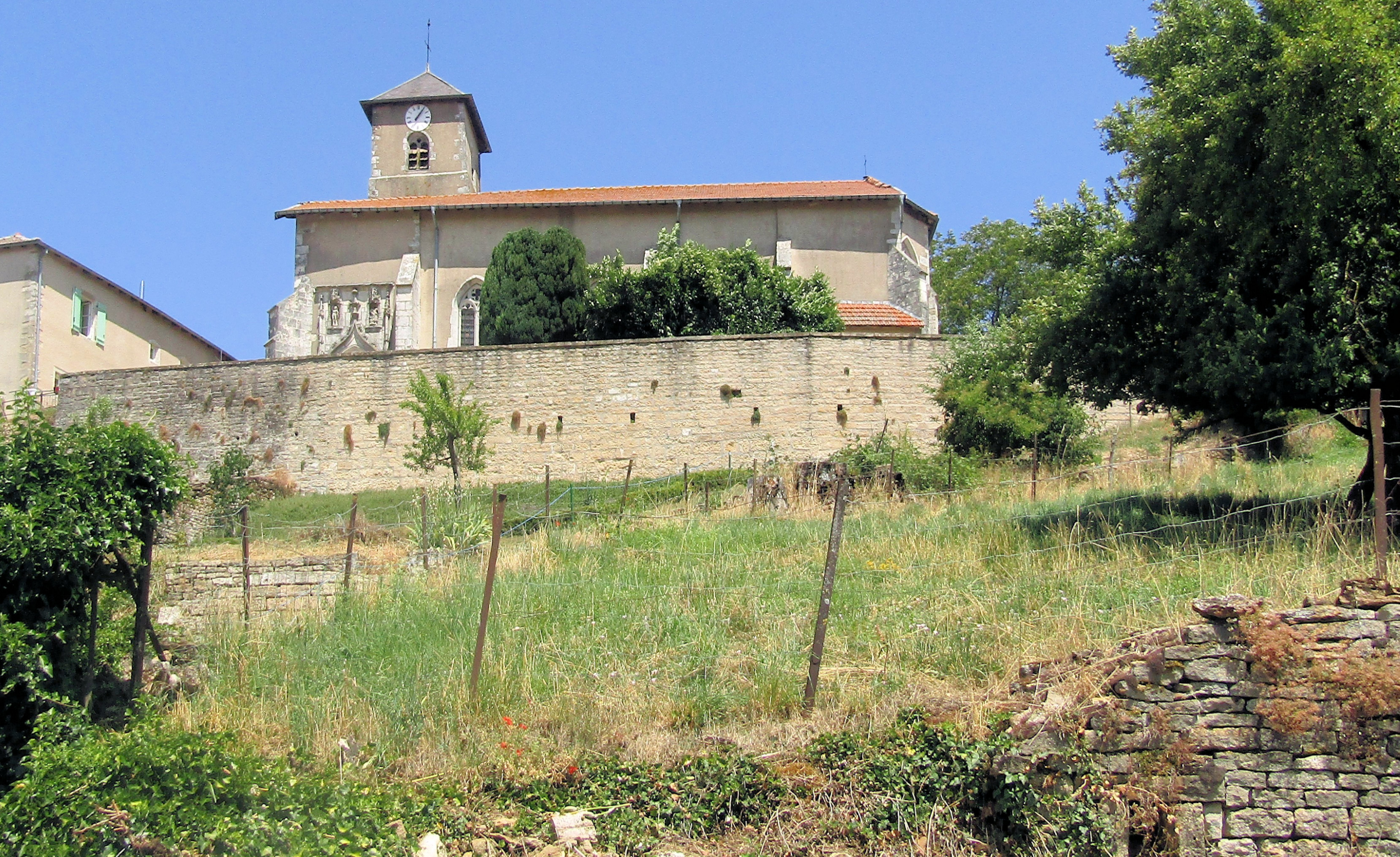
L'église Notre-Dame.

- Église Notre-Dame, avec un portail du XVIe siècle inscrit sur l'Inventaire supplémentaire des monuments historiques par arrêté du 3 mars 1926[39],[40].

Patrimoine mobilier :
* chaire à prêcher.
* litres funéraires.
* retable.
* lambris de revêtement et stalles.
* statue : Vierge à l'Enfant.
* statue : Vierge à l'Enfant.
* groupe sculpté : Vierge de Pitié.
* statue : Christ aux liens.
Removille ne possède pas de monument de taille importante mais plutôt un ensemble de petites bâtisses d'architecture vernaculaire. 
En voici quelques exemples :

#### La chapelle Saint-Nicolas
Petite chapelle orientée, construite à la fin du XVIe siècle, située le long de la route départementale, au milieu du village. Elle fut fondée par la famille Mathiot et Nicolas Brochot. Elle est composée de deux traversées carrées et voûtées de 5,50 m de côté, percées de deux fenêtres d’inspiration gothique à remplage flamboyant orientées au sud. Nous y entrons par un portail rectangulaire, face à la route, composé d’un entablement où le linteau tripartite présente en son centre un oculus encadré par quatre fleurs de lys dans chaque coins et par deux écus pourvu, pour celui de gauche, d’un lion rampant, et pour celui de droite, du millésime 1598, date de fin de la construction.
En y entrant, nous trouvons face à nous, sur l’autel, un retable Renaissance fait de pierre où sont sculptés les douze Apôtres et une crucifixion. Une Vierge à l'Enfant est placée dans la niche médiane percée dans le mur de chevet. Sur des consoles fixées au mur à côté du retable, nous observons un Saint Évêque anonyme à gauche et, sur la droite, un saint Nicolas. Sur la paroi Sud du chœur nous trouvons un saint Élophe martyr faisant face à un Saint Antoine aux ardents portant ses attributs habituels : le petit cochon pour les privilèges des Antagonistes, la clochette des ermites et le Tau, brisé. Le tout datant du XVIe siècle.
Mais ce sont les fresques murales faisant tout l’intérêt de cette chapelle qui lui ont permis d’être inscrite aux monuments historiques en 1994. Elles habillent tous les murs et constituent l’ensemble le plus important de peinture murale ancienne du département des Vosges. Elles sont dans un bon état de conservation et nous pouvons encore y observer, sur le mur du chœur, l’Annonciation, la fuite en Égypte ainsi que saint Sébastien ; sur le mur Sud, les premières stations du chemin de croix et, au-dessus de la porte, la création de l’homme, la tentation ainsi qu'Adam et Ève chassés du paradis. Sur le mur nord, la peinture est trop abîmée par l’humidité pour identifier les scènes. Ces fresques datent de la fin du XVIe siècle, début XVIIe siècle.

#### Autres chapelles
- Chapelle Notre-Dame de bon Repos[35]

Située dans les bois au nord-est du village, elle est aujourd’hui à l’état de ruines. Fondée le 1er octobre 1534 à la demande d’Antoine de Ville, seigneur de Removille, et de sa femme Yolande de Bassompierre de retour de Terre sainte, elle était desservie par un prêtre. Une petite maison à demi-enterrée avait été construite juste à côté. Mais il semblerait que l'origine de cette chapelle soit beaucoup plus ancienne, elle aurait été fondée pour la première fois en l'an 960 par le seigneur Raimbaldi, fondateur du village. C’était encore un lieu de vénération fréquenté jusqu’à la moitié du XIXe siècle bien qu’elle fût dépossédée d’une partie de ses biens à la Révolution. Les ravages du temps ont finalement eu raison de cet édifice, le mobilier fut transféré en l’église Saint-Rémi de Vittel. On y trouve notamment deux statues de Sainte Anne et Saint Joachim, un fragment de retable représentant Yolande de Bassompierre agenouillée sur un prie-Dieu ainsi que la clé de voûte marquée des armes de ses fondateurs.
- Chapelle Saint-François

Fondée le 13 avril 1535 par François Cuisinier de Removille, fut desservie par un prêtre. Située à 100 m au nord du village, elle est aujourd’hui détruite.
- Chapelle Notre-Dame de la Consolation

En activité au début du XIXe siècle, fut desservie par un prêtre. Située à l’extrémité haute du village, elle est aujourd’hui détruite.

#### La Madone
La Madone est une statue offerte en 1861 à la commune par Madame la Duchesse de la Force en remerciement du retour sain et sauf de son fils cadet, Walter Arthur Keppel Craven, de la campagne d’Italie. Initialement en bois, la statue ne résista pas aux ravages du temps, Madame la Duchesse la fit donc remplacer en 1863 par une statue de marbre blanc d’Italie, réalisée par un atelier à Vella de Turin. La Madone est posée sur un socle de pierre calcaire ouvragé où nous pouvons lire, sur des plaques de marbre, les inscriptions suivantes :

| Exposition   | Sud                                                                                 | Est | Nord                                                                      | Ouest                                                                                        |
| Inscriptions | Don de Mme la Duchesse de la Force Née Georgina de Smythe à la Commune de Removille | Ad° Municipale - M.M. JAUGEON Maire - GAVARD Adjoint - TÊTE - THOUVENIN - LAMBERT - LARCELET - DURAND - ERARD - LHUILIER - CERTEUX - ROUYER - PERNOT Secrétaire | Érigé par Frédérique POTIER chargé d'affaires de Mme la Desse de la Force | Restauration 2016 Financée par la Municipalité de Removille Dons particuliers et Subventions |

Le monument est protégé par une coupole de zinc maintenue par six piliers de fonte. L’intérieur du dôme est peint en bleu roi parsemé d’étoiles à cinq branches dorées. Le mur d’enceinte, englobant la statue et un aménagement paysagé, est composé de pierres calcaires sur lesquelles nous pouvons observer de petites étoiles identiques à celles de la colline de Sion,.
Ce site remarquable est implanté à 404 m d’altitude, sur le plateau surplombant Removille. Il offre un magnifique point de vue sur la plaine des Vosges et est un lieu de festivité pour le village notamment pour les feux de la Saint-Jean et, une fois tous les deux ans, la célébration de l’Assomption.
Ce lieu fut restauré par la municipalité grâce à des donateurs et des subventions au printemps 2016.

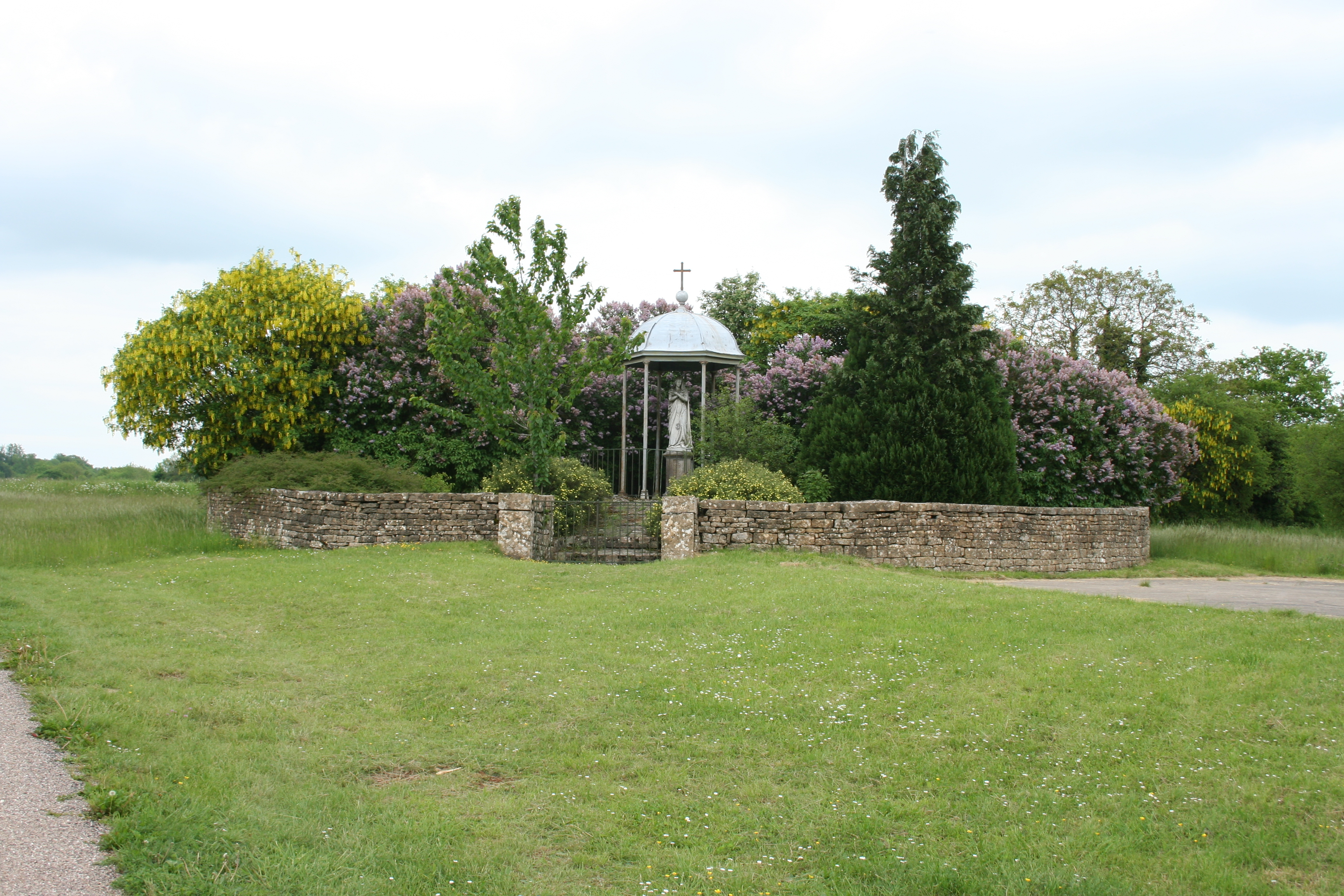
La Madone au printemps avant restauration
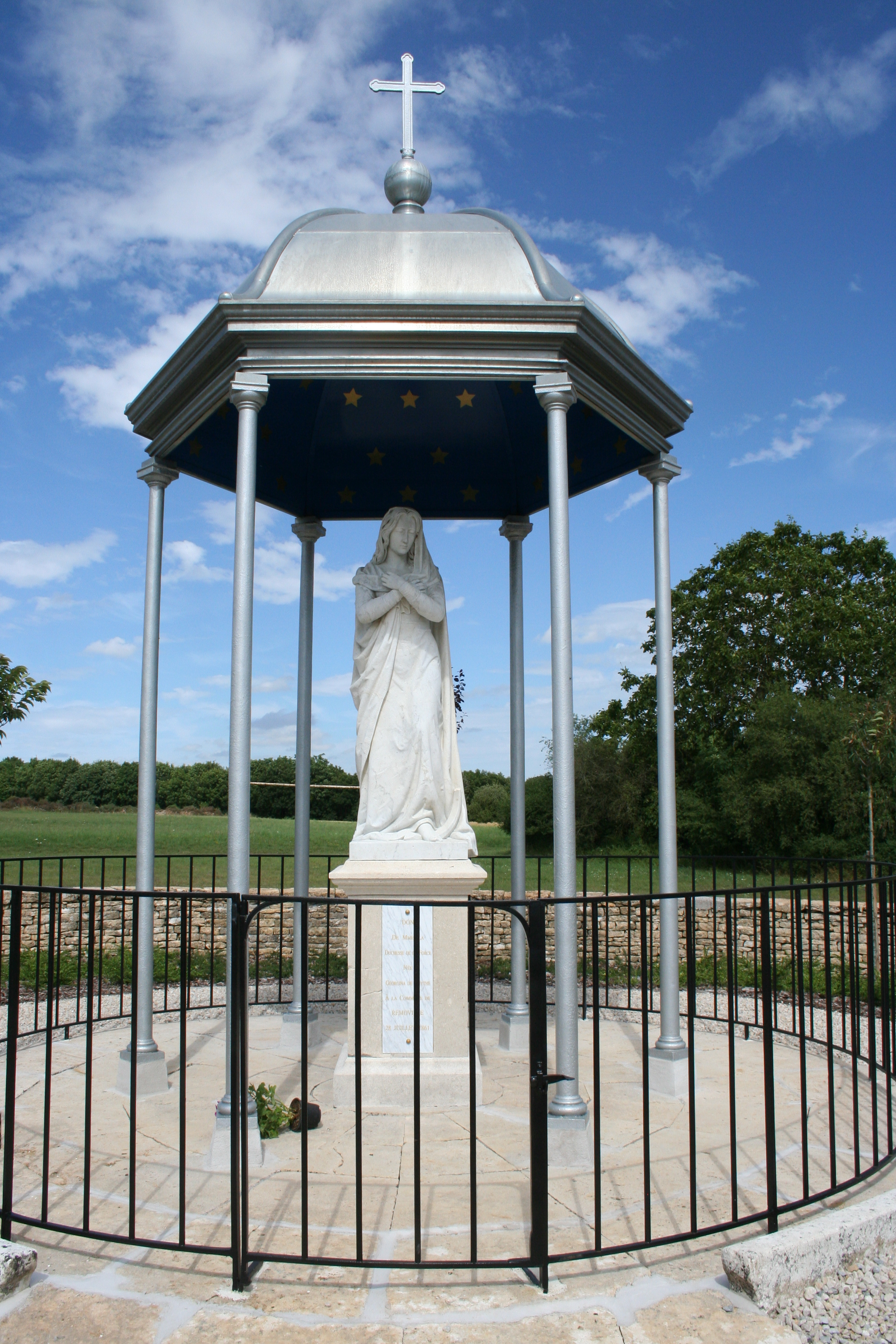
La statue de la Madone
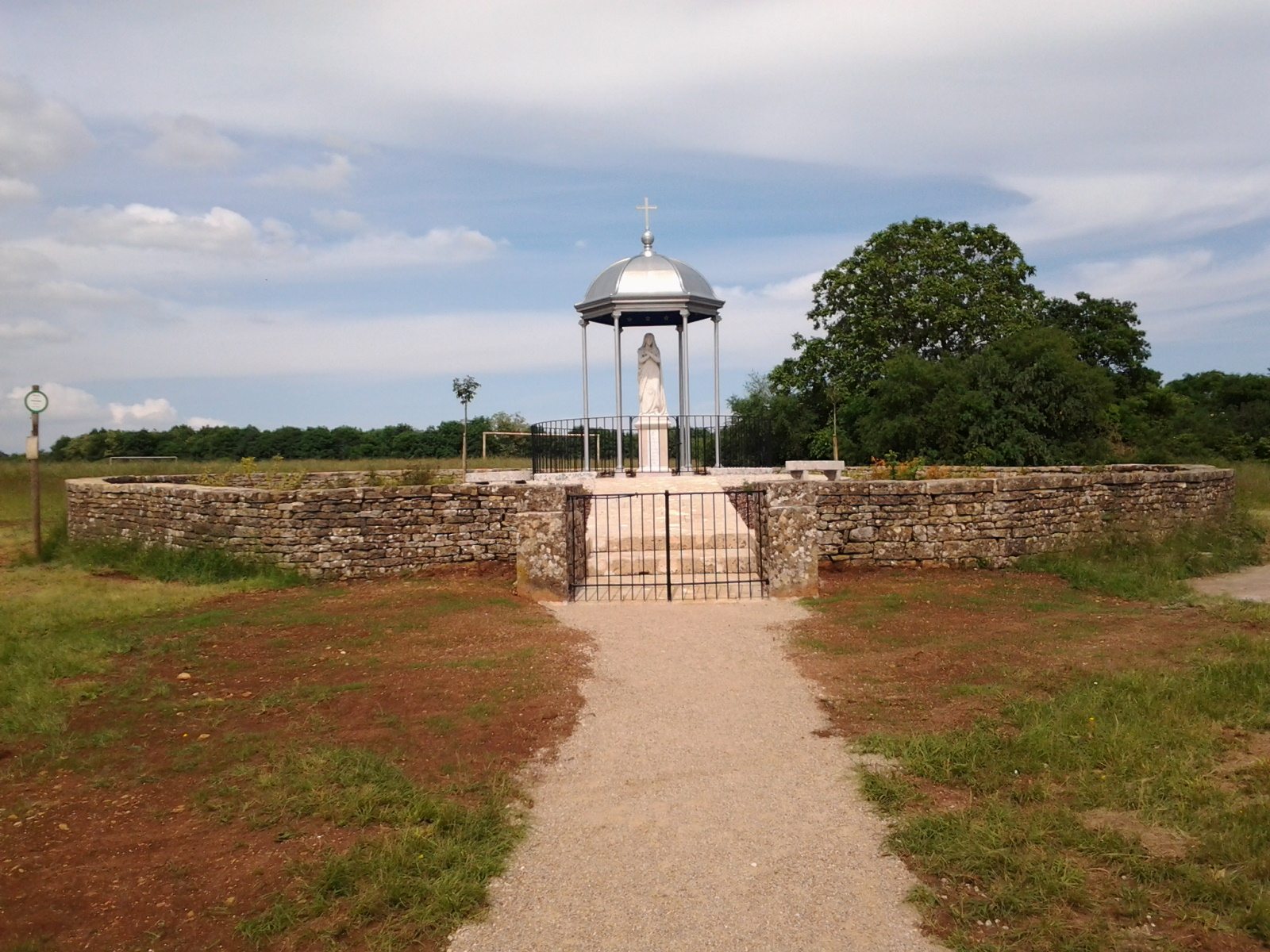
La Madone après restauration

#### Autres
- Croix calvaire (XVIe siècle), classée au titre des monuments historiques par arrêté du 3 juin 1908[56].L'abbé Chapelier décrit cette croix en détail, ainsi qu'une autre près de l'église qui daterait du XVIIème siècle[57].
- Monument aux morts[58],[59].
- Lavoir[60] et fontaines.

### Héraldique
| Blason de Removille | Les armes de Removille se blasonnent ainsi : D’argent à trois chevrons de gueules. Il s'agit des armes de la famille de Bassompierre depuis 1621, anciens seigneurs du lieu. Elles sont peintes dans l'église, sur les colonnes à proximité de la sépulture seigneuriale. La municipalité utilise ce blason pour toutes ses communications depuis 2016. |

| Blason de Removille | D'or à trois chevrons de gueules. Ce blason fut utilisé par erreur par la municipalité jusqu'en 2016, et orne certaines plaques de rues de la commune. |

## Politique et administration

### Administration municipale
Le nombre d'habitants au dernier recensement étant compris entre 100 et 499, le nombre de membres du conseil municipal est de 11 personnes.
Le maire actuel de Removille est Jacqueline Vignola, élu par le conseil municipal après les élections de 2020. Il est assisté de deux adjoints.

### Tendances politiques et résultats
Les scrutins à Removille favorisent le plus souvent la droite, comme le laissent apparaître les résultats des dernières consultations.
À l'élection présidentielle de 2017, le taux de participation au premier tour était de 84,91 %, Marine Le Pen (FN) obtenait 32,59 % des suffrages, devançant Emmanuel Macron (LaRM) avec 21,48 %, François Fillon (UMP) avec 17,78 % et Jean-Luc Mélenchon (FI) avec 11,11 %. Le second tour a cette fois vu arriver en tête Emmanuel Macron (55,37 %) devant Marine Le Pen (44,63 %), pour un taux de participation légèrement inférieur (76,10 %).
Aux élections législatives de 2017, Jean-Jacques Gaultier (UMP), alors maire de Vittel, arriva en tête au premier tour avec 22,50 % des voix, devant le député sortant Christian Franqueville (SOC) avec 16,25 % (4ème). Le second tour confirma cette tendance, Jean-Jacques Gaultier devançant Christian Franqueville (58,82 % contre 41,18 %) comme sur l'ensemble de la circonscription.

### Les Maires de Removille depuis 1790
| Période   | Période   | Identité           | Étiquette | Qualité                    |
| --------- | --------- | ------------------ | --------- | -------------------------- |
| 1945      | 1977      | Bernard Dumont     |           | Marchand de bestiaux       |
| 1977      | 1989      | Colette Poirson    |           |                            |
| 1989      | mars 2014 | René Paulin        |           | Retraité ouvrier verrier   |
| mars 2014 | mai 2020  | Jean-Marie Morel   |           | Retraité artisan menuisier |
| mai 2020  | En cours  | Jacqueline Vignola |           | Gérante d'entreprise       |

### Budget et fiscalité 2023

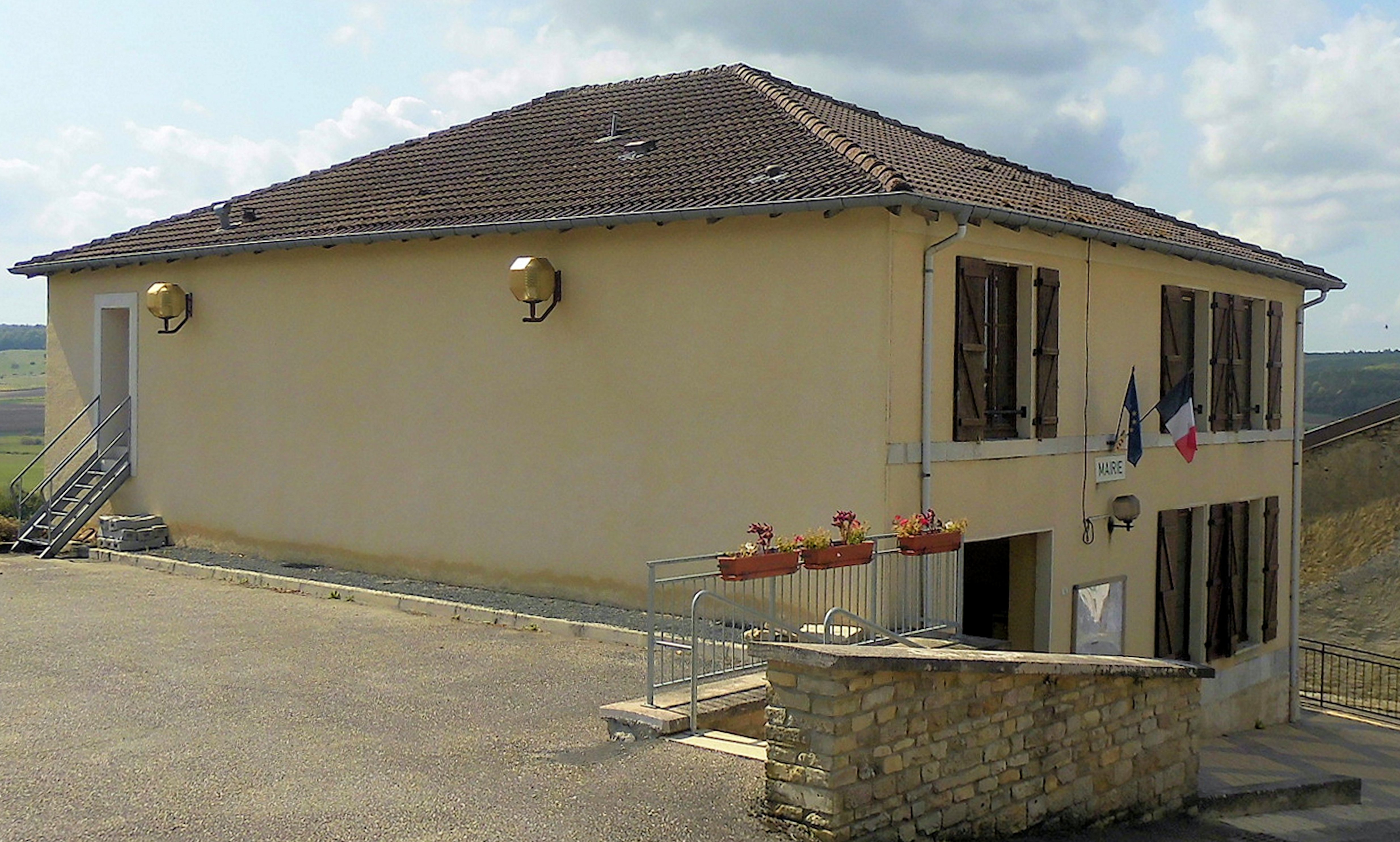
La mairie.

En 2023, le budget de la commune était constitué ainsi :
- total des produits de fonctionnement : 176 000 €, soit 829 € par habitant ;
- total des charges de fonctionnement : 153 000 €, soit 724 € par habitant ;
- total des ressources d'investissement : 143 000 €, soit 675 € par habitant ;
- total des emplois d'investissement : 112 000 €, soit 526 € par habitant ;
- endettement : 540 000 €, soit 2 546 € par habitant.

Avec les taux de fiscalité suivants :
- taxe d'habitation : 24,97 % ;
- taxe foncière sur les propriétés bâties : 35,41 % ;
- taxe foncière sur les propriétés non bâties : 30,51 % ;
- taxe additionnelle à la taxe foncière sur les propriétés non bâties : 0,00 % ;
- cotisation foncière des entreprises : 0,00 %.

## Population et société

### Démographie

#### Évolution démographique
L'évolution du nombre d'habitants est connue à travers les recensements de la population effectués dans la commune depuis 1793. Pour les communes de moins de 10 000 habitants, une enquête de recensement portant sur toute la population est réalisée tous les cinq ans, les populations de référence des années intermédiaires étant quant à elles estimées par interpolation ou extrapolation. Pour la commune, le premier recensement exhaustif entrant dans le cadre du nouveau dispositif a été réalisé en 2006.

En 2022, la commune comptait 194 habitants, en évolution de −8,49 % par rapport à 2016 (Vosges : −2,96 %, France hors Mayotte : +2,11 %).
| 1793 | 1800 | 1806 | 1821 | 1831 | 1836 | 1841 | 1846 | 1856 |
| ---- | ---- | ---- | ---- | ---- | ---- | ---- | ---- | ---- |
| 519  | 542  | 605  | 613  | 644  | 647  | 635  | 608  | 573  |

| 1861 | 1866 | 1876 | 1881 | 1886 | 1891 | 1896 | 1901 | 1906 |
| ---- | ---- | ---- | ---- | ---- | ---- | ---- | ---- | ---- |
| 537  | 543  | 458  | 455  | 415  | 408  | 362  | 358  | 354  |

| 1911 | 1921 | 1926 | 1931 | 1936 | 1946 | 1954 | 1962 | 1968 |
| ---- | ---- | ---- | ---- | ---- | ---- | ---- | ---- | ---- |
| 330  | 306  | 288  | 267  | 257  | 278  | 279  | 236  | 218  |

| 1975 | 1982 | 1990 | 1999 | 2006 | 2011 | 2016 | 2021 | 2022 |
| ---- | ---- | ---- | ---- | ---- | ---- | ---- | ---- | ---- |
| 198  | 228  | 213  | 206  | 202  | 202  | 212  | 202  | 194  |

#### Pyramide des âges
En 2018, le taux de personnes d'un âge inférieur à 30 ans s'élève à 31,6 %, soit au-dessus de la moyenne départementale (31,2 %). À l'inverse, le taux de personnes d'âge supérieur à 60 ans est de 30,7 % la même année, alors qu'il est de 31,0 % au niveau départemental.
En 2018, la commune comptait 112 hommes pour 103 femmes, soit un taux de 52,09 % d'hommes, largement supérieur au taux départemental (48,69 %).
Les pyramides des âges de la commune et du département s'établissent comme suit.
| Hommes | Classe d’âge | Femmes |
| ------ | ------------ | ------ |
| 0,0    | 90 ou +      | 0,0    |
| 5,5    | 75-89 ans    | 7,8    |
| 27,3   | 60-74 ans    | 20,6   |
| 16,4   | 45-59 ans    | 22,5   |
| 19,1   | 30-44 ans    | 17,6   |
| 11,8   | 15-29 ans    | 12,7   |
| 20,0   | 0-14 ans     | 18,6   |

| Hommes | Classe d’âge | Femmes |
| ------ | ------------ | ------ |
| 0,8    | 90 ou +      | 2,3    |
| 8,1    | 75-89 ans    | 11,6   |
| 20,5   | 60-74 ans    | 21     |
| 21,1   | 45-59 ans    | 20,4   |
| 16,9   | 30-44 ans    | 16,2   |
| 16     | 15-29 ans    | 13,7   |
| 16,5   | 0-14 ans     | 14,9   |

### Enseignement
Depuis la rentrée de septembre 2015, la commune de Removille est rattachée au Syndicat intercommunal à vocation unique (Sivu) Vair-Vraine permettant la scolarisation des enfants des communes de Aouze, Dommartin-sur-Vraine, Rainville, Removille, Saint-Paul et Viocourt au sein de l'école de Rainville regroupant les classes de maternelle et de primaire. Auparavant, les élèves de la commune étaient scolarisé sur le Regroupement Pédagogique Intercommunal (RPI) regroupant les communes de Balléville pour les maternelles et de Removille Vouxey pour les primaires. En 2011, la classe de Removille est fermée faute d'effectif suffisant et le RPI dissout en 2015. À la rentrée 2018, Removille comptait 17 élèves scolarisés à Rainville sur la centaine qu'accueille cette école, 3 autres élèves sont scolarisés dans d'autres établissements du secteur.
L'enseignement secondaire est assuré par le Collège Jean Rostand de Châtenois puis par le Lycée Polyvalent Pierre et Marie Curie de Neufchâteau proposant une formation aux baccalauréat généraux (Scientifique, Economique et Sociale, Littéraire) et technologiques, option STMG ainsi que professionnels dans le domaine des Métiers des Arts de l'Habitat et de l'Ameublement. Le lycée agricole est situé à Mirecourt.
Les établissements d'enseignements supérieurs sont principalement situés à Nancy, Metz et Épinal

## Économie

### Revenus de la population et fiscalité
En 2015, la commune de Removille comptait 88 foyers fiscaux. La médiane du revenu disponible par unité de consommation était de 17 991 €, un chiffre inférieur à la moyenne du département des Vosges située à 19 126 € et à la moyenne de France métropolitaine (20 566 €).
Chiffres clés Revenus et pauvreté des ménages en 2021 : médiane en 2021 du revenu disponible, par unité de consommation : 22 120 €.

### Entreprises et commerces

#### Agriculture
- Culture et élevage associés[81].
- Élevage d'ovins et de caprins.
- Élevage d'autres bovins et de buffles.
- Élevage de vaches laitières.

#### Tourisme
- Hébergements et restauration à Saint-Paul, Châtenois, Neufchâteau, Coussey.

#### Commerces et services
- Commerces et services de proximité[82].

### Population active
La population âgée de 15 à 64 ans s'élevait en 2016 à 127 personnes, parmi lesquelles on comptait 73,2 % d'actifs dont 59,1 % ayant un emploi, 8,7 % d'étudiants, 10,2 % de retraités et 14,2 % de chômeurs. Le chaumage est particulièrement présent chez les personnes de moins de 24 ans. En 2016, 28,0 % des actifs ayant un emploi et résidant dans la commune travaillaient à Removille et 72,0 % dans une autre commune du département des Vosges ou du département de Meurthe-et-Moselle.
Statut et condition d'emploi des 15 ans ou plus en 2016
|                              | Indépendants et employeurs | Titulaires de la fonction publique ou CDI | CDD    | Intérim | Emplois aidés | Apprentissage | Aides familiaux |
| ---------------------------- | -------------------------- | ----------------------------------------- | ------ | ------- | ------------- | ------------- | --------------- |
| Removille                    | 17,3 %                     | 65,3 %                                    | 13,3 % | 1,3 %   | 1,3 %         | 1,3 %         | 0 %             |
| Moyenne départementale       | 12,8 %                     | 72,9 %                                    | 8,2 %  | 2,1 %   | 1,4 %         | 2,4 %         | 0,2 %           |
| Sources des données : INSEE. |                            |                                           |        |         |               |               |                 |

### Emploi
La commune de Removille fait partie de la zone d’emploi de Neufchâteau l'agence ANPE pour la recherche d'emploi la plus proche est située à Neufchâteau.
Au 31 décembre 2015, la commune comptait 28 emplois salarié et 13 travailleurs indépendants. La répartition par secteurs d'activité des emplois salariés à Removille fait apparaître le fort poids relatif du secteur de la construction. Ce secteur représente plus des trois quarts des postes salariés présents sur la commune.
Répartition des emplois salarié par domaines d'activité au 31 décembre 2015
|                             | Agriculture | Industrie | Construction | Commerce, transports, services divers | Administration publique, enseignement, santé, action sociale |
| --------------------------- | ----------- | --------- | ------------ | ------------------------------------- | ------------------------------------------------------------ |
| Removille                   | 7,1 %       | 7,1 %     | 78,6 %       | 0 %                                   | 7,1 %                                                        |
| Moyenne départementale      | 1,3 %       | 23,8 %    | 6,5 %        | 33,0 %                                | 35,3 %                                                       |
| Sources des données : INSEE |             |           |              |                                       |                                                              |

## Personnalités liées à la commune
- Antoine de Ville, seigneur de Removille, bailli des Vosges pour le duc de Lorraine après 1530.
- François de Bassompierre (1579-1646), maréchal de France, marquis d'Haroué et seigneur de Removille. Une rue porte son nom.
- Étienne-François de Choiseul (1719-1785), ministre de Louis XV, duc de Choiseul et seigneur de Removille.
- François-Claude-Fauste de Bourbon-Conty (1771-1833), fait chevalier de Removille en 1815, dit le marquis de Bourbon-Conty, fils de Louis-François de Bourbon-Conti, seigneur au trois quarts de Removille en 1789.
- Charlotte Georgina Henriette Smythe (1814-1867), duchesse de la Force, a fait don de la statue de la Madone à la commune ainsi que des vitraux du chœur de l'église en 1861. Une place porte son nom.
- Médaillés de Sainte-Hélène[87].

## Pour approfondir